# Vlasta Koseová
Vlasta Koseová rozená Štěpánová (21. května 1895 Sedlec – 29. září 1973 Praha) byla spoluzakladatelkou českého dívčího skautingu.

## Život
Narodila se v Sedlci nad Vltavou v rodině železničního úředníka. Z tohoto důvodu uváděla jako své bydliště nádraží v Sedlci, které bylo od roku 1942 přejmenováno na zastávku Praha-Sedlec. Po složení maturity na dívčím lyceu v Praze-Holešovicích pokračovala ve studiu na vyšší sociální škole. Navíc úspěšně složila státnici z francouzštiny. Poté se věnovala studiu sociálních věd na Vassar College v New Yorku, kterou ukončila v roce 1922.
Po první světové válce a vzniku Československa se stala tajemnicí Československého červeného kříže, když si ji sama vybrala předsedkyně této organizace Alice Masaryková. V roce 1923 se vdala za skauta Jaroslava Koseho a společně s ním strávila šest let v Ženevě, kde pracoval pro Mezinárodní organizaci práce a zároveň zastával funkci zástupce Československé republiky u této organizace. V roce 1924 se jim narodila jediná dcera Eva, která byla od narození neslyšící, což přimělo Vlastu Koseovou k práci ve prospěch Spolku pro neslyšící. Její manžel byl v roce 1942 za druhé světové války popraven, neboť mimo jiné v předválečné době ostře kritizoval nacistické Německo a Sudetoněmeckou stranu. Po návratu ze Švýcarska pokračovala v práci pro Československý červený kříž.
Zemřela v ranních hodinách dne 29. září 1973. Pohřbena byla do rodinné hrobky na Vyšehradském hřbitově, oddělení 2, hrob 33. Její hrob byl v rámci výročí 100 let českého dívčího skautingu v červenci 2015 opraven.

## Dívčí skauting
Ke skautingu se pravděpodobně dostala skrze svého tehdejšího přítele Václava Jelena, který byl vůdcem 2. pražského oddílu a podporoval ji ve snaze o založení plnohodnotného dívčího skautingu v českých zemích. V roce 1915 vedla svůj první tábor družiny Sasanek a po něm 1. oddíl skautek. Pro dívčí skauting nadchla také Annu Berkovcovou a další studentky, učitelky a vychovatelky. Během svého studia ve Spojených státech amerických posílala do Čech dopisy o americkém skautingu a jeden z nich byl zařazen do Příručky dívčího skautingu, publikovala také v časopise Junák a Vůdce.
Po první světové válce se nejprve stala pražskou zpravodajkou a později stoupala skautskými strukturami postupně vzhůru. V roce 1930 se po svém návratu ze zahraničí znovu aktivně zapojila do skautské činnosti. Postupně se stala zahraniční zpravodajkou a v roce 1938 vystřídala Emilii Milčicovou ve funkci náčelní, jíž zůstala až do roku 1968. Významně se také podílela na výchově nových vůdkyň, jak v kurzech, tak v lesních školách. Nejen skrze své jazykové schopnosti (uměla francouzsky, anglicky, německy) se prosadila v mezinárodní organizaci WAGGGS, kde působila od roku 1934, posléze jako předsedkyně evropského výboru a od roku 1946 jako místopředsedkyně světového výboru.

## Ocenění
Skautskou přezdívkou Velká Vlasta se za svou snahu o rozvoj dívčího skautingu a výchovy mladých děvčat dočkala několika ocenění. Těmi byla prestižní skautská vyznamenání např. Řád Stříbrného trojlístku, Skautská lásku, Stříbrný syrinx, Junácký kříž a další zahraniční ocenění. V roce 1969 dostala vyznamenání i od prezidenta Ludvíka Svobody, který ji společně s Rudolfem Plajnerem ocenil Řádem práce za zásluhy o výchovu mládeže, zejména v Junáku. V nové organizační struktuře Junáka v letech 1968–1970 získala titul čestné náčelní. O tom, že to s mládeží, respektive s dívkami doopravdy uměla, vzpomíná její nástupkyně, náčelní Vlasta Macková, která uvádí, že ji nikdy neslyšela velet, ale přesto za ní všechna děvčata šla.

## Dílo
- Politický brevíř moderní ženy
- Účelné zásoby, základ dobrého hospodaření